# Wentorf (Amt Sandesneben)
Pour les articles homonymes, voir Wentorf.
Wentorf (Amt Sandesneben) est une commune allemande de l'arrondissement du duché de Lauenbourg, dans le Land du Schleswig-Holstein.